# Gustiana
Gustiana (лат.) — род чешуекрылых из подсемейства совок-пядениц.

## Описание
Щупики длинные, прямые. Второй членик щупалец свержу у основания окаймлен, третий членик перевёрнут. Усики реснитчато опушенные. Ноги гладкие. Внешний край крыльев угловатый. Размах крыльев около 30 мм.

## Классификация
В составе рода два вида:
- Gustiana abditalis Walker 1858
= Gustiana dispunctalis Walker 1865
= Gustiana figuralis Walker 1862
= Gustiana subflexata Walker 1862
- Gustiana rosoria Dognin 1914

## Распространение
Представители рода встречаются в Парагвае и Бразилии